# مایا سوتوروئینگ
مایا سوتوروئینگ (انگلیسی: Maya Soetoro-Ng؛ زادهٔ ۱۵ اوت ۱۹۷۰) یک نویسنده اهل ایالات متحده آمریکا است. او خواهر باراک اوباما است. آن دانهام مادر هر دوی آن‌هاست ولی پدران متفاوتی داشته‌اند.